# بايرون إي. مورغان
بايرون إي. مورغان (بالإنجليزية: Byron E. Morgan)‏ هو مدير فني أمريكي، ولد في 24 أكتوبر 1889، وتوفي في 22 مايو 1963.